# Operacija Trijumf
Operacija Trijumf (serbisch-kyrillisch Операција Тријумф) ist eine Castingshow, die vom Fernsehsender B92 mit Sitz in Belgrad (Serbien) veranstaltet und von weiteren Fernsehsendern der Region übernommen wird.
Es handelt sich dabei eine lokale Version der Talentshow Star Academy, entwickelt und lizenziert von Endemol. Die Teilnehmer der Show kommen aus den ehemaligen jugoslawischen Republiken Kroatien, Serbien, Bosnien-Herzegowina, Mazedonien und Montenegro. In diesen Ländern wird die Show auch ausgestrahlt. Die erste Saison begann am 29. September 2008.
Gewinner der ersten Saison war Adnan Babajić. Den zweiten Platz erreichte der Bosnier Vukašin Brajić, der sein Land beim Eurovision Song Contest 2010 in Oslo mit dem Lied Munja i grom (Blitz und Donner) vertrat.
Während der Show gab es zahlreiche Auftritte bekannter Künstler und Bands wie Karolina Gočeva, Marija Šerifović, Boris Novković, Kemal Monteno, Divlje Jagode und Anastacia.